# Zygogramma suturalis
Zygogramma suturalis är en skalbaggsart som först beskrevs av Fabricius 1775.  Zygogramma suturalis ingår i släktet Zygogramma och familjen bladbaggar. Inga underarter finns listade i Catalogue of Life.